# Y(3940)
El Y(3940) es un mesón descubierto por el experimento Belle y confirmado por el experimento BaBar cuya masa es, según cada experimento, 3943 ± 17 MeV/c2, dato que se corresponde con los 3943 MeV/c2 que predecía la teoría, y 3914.34.13.8 MeV/c2, respectivamente. Tiene una paridad (física) positiva C pero su JCP no está clara pero hay indicios que le dan un valor 0++.
El Y(3940) se desintegra en un J/ψ y un ω, según se ha observado en el análisis de un procesoB → J/ψωK.